# La Guadalupe, Marquelia
La Guadalupe är en ort i Mexiko.   Den ligger i kommunen Marquelia och delstaten Guerrero, i den södra delen av landet, 300 km söder om huvudstaden Mexico City. La Guadalupe ligger 19 meter över havet och antalet invånare är 398.
Terrängen runt La Guadalupe är huvudsakligen platt, men österut är den kuperad. Havet är nära La Guadalupe åt sydväst. Runt La Guadalupe är det ganska glesbefolkat, med 29 invånare per kvadratkilometer. Närmaste större samhälle är Barra de Tecoanapa, 5,0 km söder om La Guadalupe. Omgivningarna runt La Guadalupe är en mosaik av jordbruksmark och naturlig växtlighet.